# 찬양가득 아름다운 밤
찬양가득 아름다운 밤은 밤 12시부터 새벽 1시까지 찬양 정보 프로그램이다.

## 출연자
- 박란
- 함부영
- 임건학
- 하은
- 주민정
- 남현용